# Wiatrak

Dawny wiatrak w ruchu

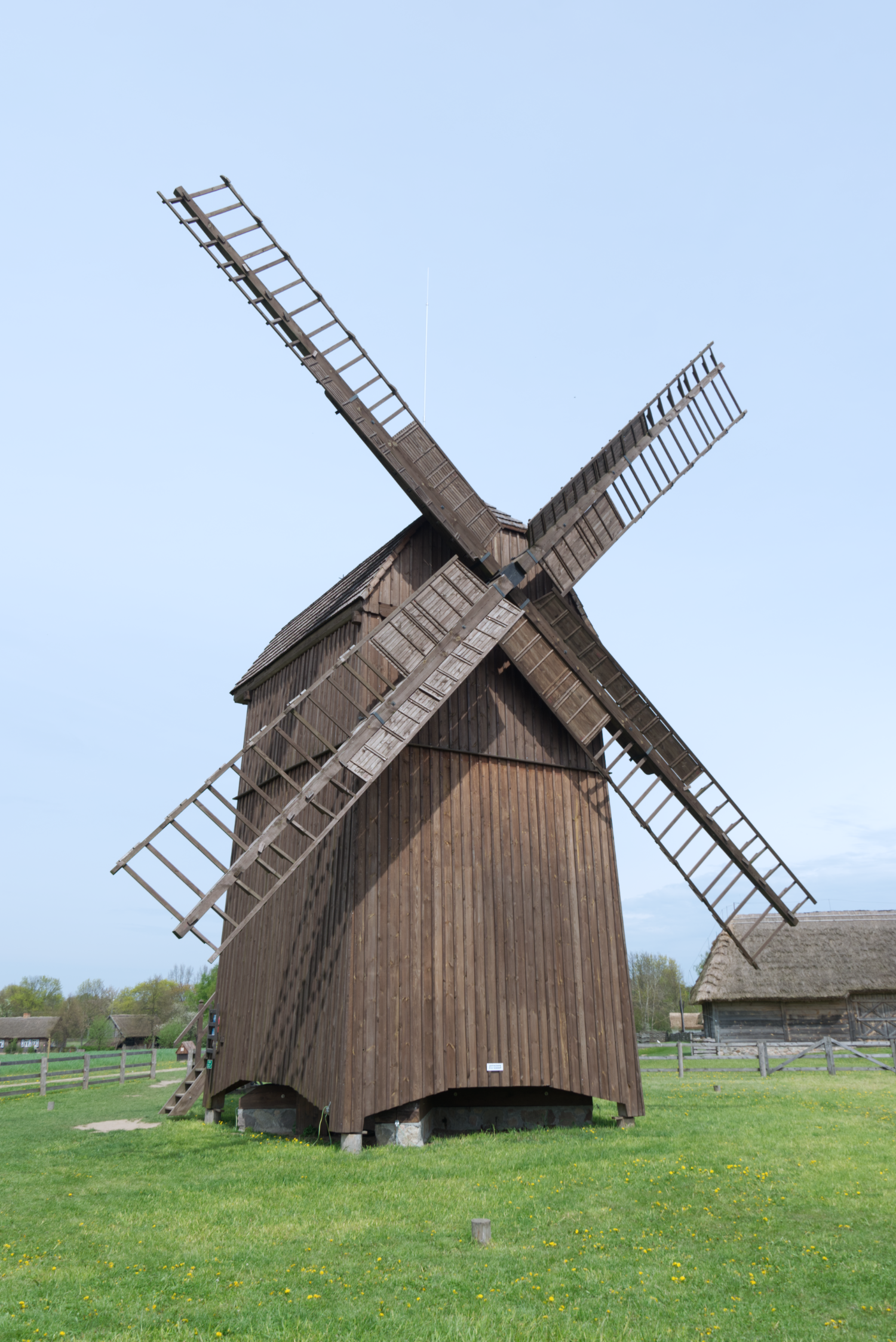
Muzeum Wsi Mazowieckiej w Sierpcu

Rysunek przekrojowy i budowa młyna wiatrowego Britzer Mühle w Berlinie

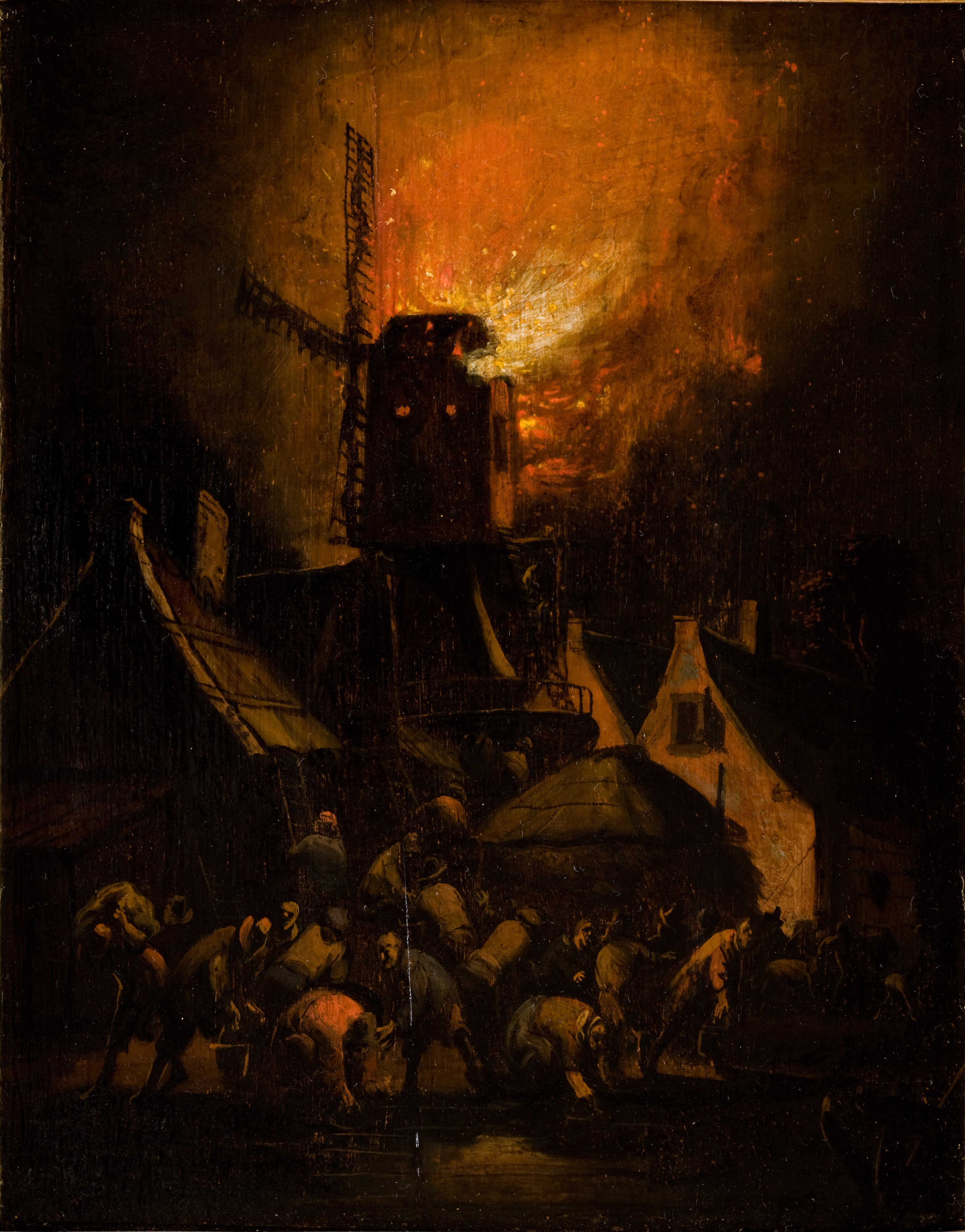
Egbert Livensz van der Poel, Pożar wiatraka, 1654-1664, Muzeum Narodowe w Krakowie

Wiatrak – budowla ze skrzydłami poruszanymi siłą wiatru i napędzającymi urządzenia. Przeważnie jest drewniana, rzadziej murowana. Jest najstarszym silnikiem wiatrowym – przetwarza energię wiatru na energię kinetyczną w ruchu obrotowym. Jest maszyną przepływową i poprzednikiem turbiny wiatrowej, którą czasami również nazywa się wiatrakiem.
Wiatraki (z pionową osią) wynaleziono w IX wieku we wschodniej Persji, zaś w Europie – wiatraki z osią poziomą – pojawiły się pod koniec XII wieku i rozpowszechniły się w Anglii i Holandii.
Pierwsze wiatraki służyły głównie do mielenia zboża, w pierwszej połowie XIV wieku na terenie obecnej Holandii zaczęto używać wiatraków do napędzania pomp osuszających poldery. W późniejszych latach pojawiły się wiatraki tartaczne, inne mełły i mieszały pigmenty, rozdrabniały skały na kruszywa, plotły sznury konopne, wyciskały olej, mełły tytoń, drewno (na papier), kakao, kawę lub gorczycę (na musztardę).
Typy wiatraków:
- koźlak
- paltrak
- holender.

## Historia wiatraków w Polsce[6]
Drewniane wiatraki były znane i używane w Polsce przez kilka stuleci. Nie jest pewne, czy wiatraki do Polski przywędrowały ze wschodu czy z zachodu, ale na XV wiecznych rycinach odnajdywanych w Polsce widnieją wiatraki o poziomej osi obrotu, które były charakterystyczne dla techniki zachodniej.
Pierwszy zachowany dokument związany z ekonomicznym wykorzystaniem energii wiatrowej na ziemiach polskich jest datowany na wiek XIII. Dokument ten jest przyznanym pozwoleniem na budowę młyna napędzanego przez wodę albo wiatr dla klasztoru w miejscowości Biały Buk (północno-zachodnia Polska) przez księcia pomorskiego Wisława z Rugii. Dokument nie może potwierdzać zbudowania wiatraka, ale jest dowodem poziomu posiadanej wiedzy na temat wykorzystywaniu wiatru przy poruszaniu młyńskich żaren. W wieku XIV wiatraki stają się integralna częścią polskiego krajobrazu.
Z odnalezionych dokumentów wiadomo, że w 1303 młyn wiatrowy był w użyciu w Kobylinie (między Wrocławiem, a Poznaniem). W 1325 we Wschowie znajdował się młyn napędzany wiatrem. W 1377 udzielono zgody na budowę dwóch młynów wiatrowych niedaleko Chojnic. W 1394 uzyskano pozwolenie na budowę młyna wiatrowego w Rusinowie niedaleko Kwidzyna. W 1396 uzyskano pozwolenie na budowę młyna wiatrowego w Świętej Lipce niedaleko Gdańska.
`
Liczba młynów wiatrowych wzrastała regularnie w następnych stuleciach, choć w zależności od regionu i dostępnych warunków terenowych, liczba ich była nierównomierna. Gdyż przy lepszych warunkach hydrologicznych częściej budowano koła wodne ze względu na ich wyższą sprawność i większą niezawodność.
Największe zainteresowanie wiatrakami pojawiło się w XIX wieku, ze względu na korzystne regulacje administracyjne. Gdzie uwłaszczenie chłopów nastąpiło we wszystkich częściach Polski pod zaborami, mieszkańcy danej wsi nie mieli już obowiązku mielenia zboża w wydzielonym młynie, a rozwój technologiczny sprawił, że wiatraki coraz częściej budowano na własne potrzeby gospodarstwa.
Podczas II Wojny Światowej na terenie Polski zostało zniszczonych ok. 60% wiatraków, których w 1939 było ponad 7000. Pozostała część popadła w ruinę przez brak konserwacji po wojnie, postępującej elektryfikacji i braku zainteresowania nimi władz komunistycznych. W 1954 istniało 3280 wiatraków z czego tylko 63 uznano za zdolne do pracy. Z tych powodów wielowiekowa tradycja młynów wiatrowych w Polsce dobiegła końca.
Dobrze zachowane wiatraki znajdują się obecnie w wielu skansenach i muzeach etnograficznych na terenie całej Polski.

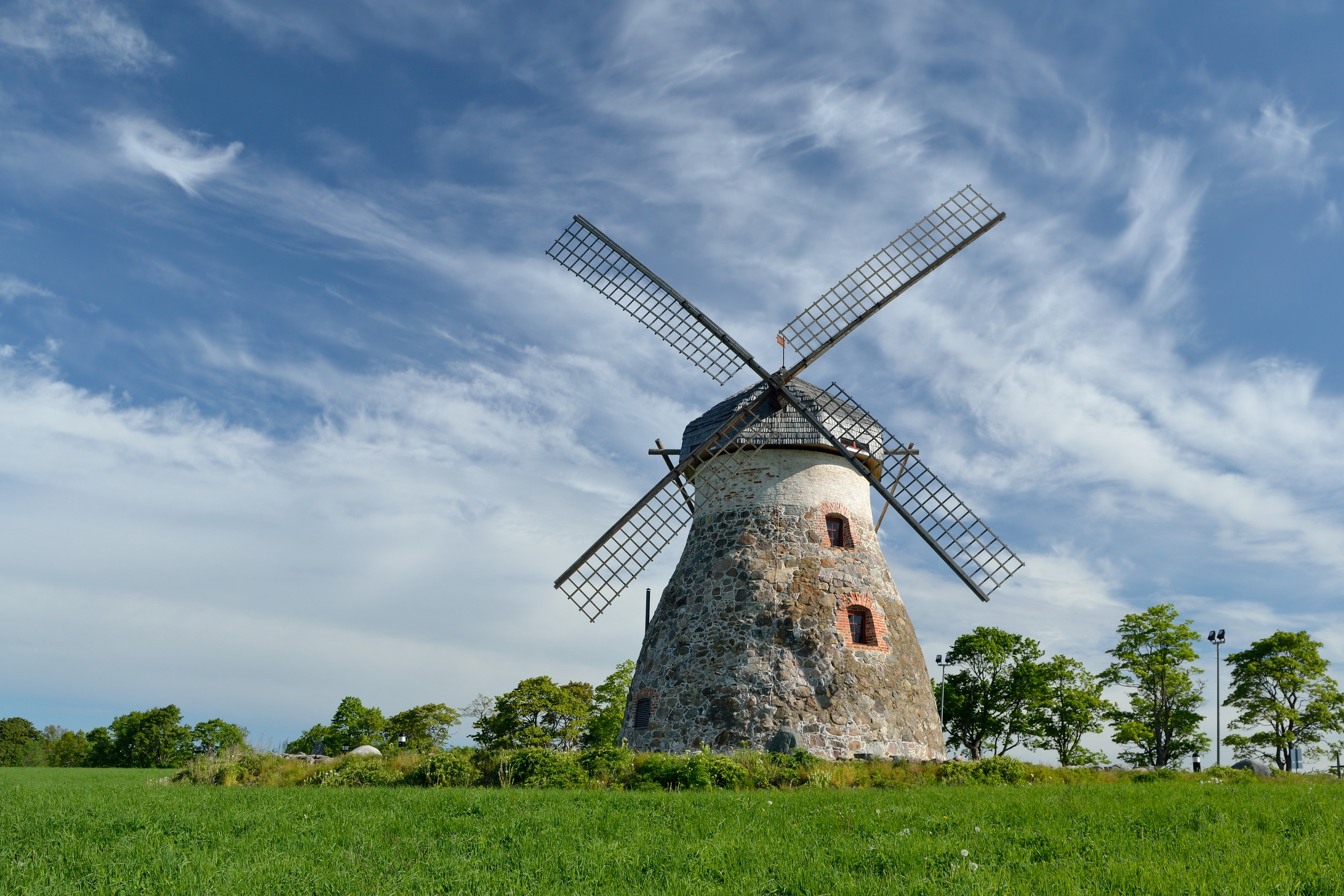
Wiatrak dworski Kuremaa (w Estonii), zbudowany prawdopodobnie w połowie XIX wieku

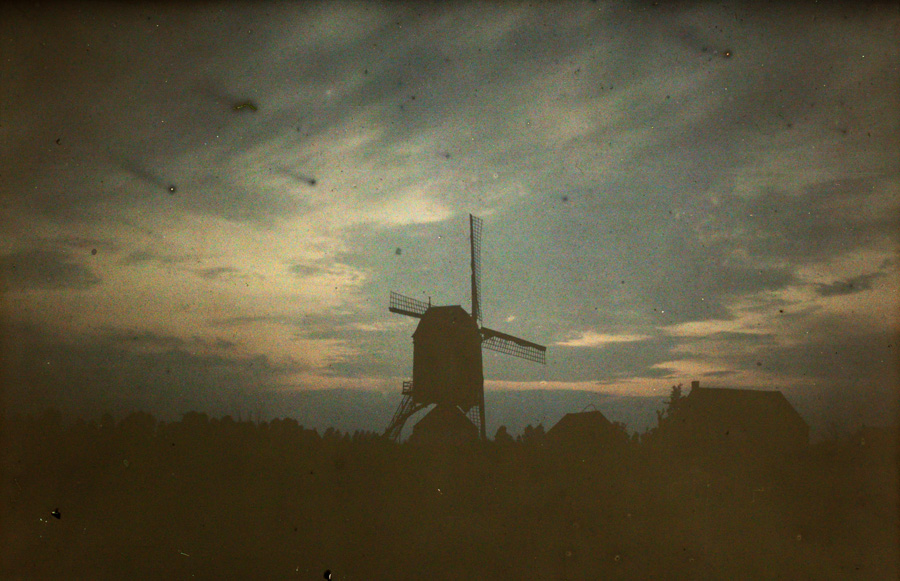
Wiatrak o zmierzchu, Belgia (autochrom z 1913 r.)

## Historia wiatraków w Europie
Wiatraki w Europie zdobyły popularność w XIV wieku. Szacuje się, że w szczycie około 1850 ich liczba wyniosła około 200 000, co jest wartością niewielką w porównaniu z około 500 000 kół wodnych. Chociaż wiatraki były budowane w dużej liczbie aż do końca XIX w., wraz z nadejściem rewolucji przemysłowej, znaczenie wiatru i wody jako pierwotnych przemysłowych źródeł energii spadło i ostatecznie zostały one zastąpione parą wodną (w młynach parowych), silnikami spalinowymi i silnikami elektrycznymi.
Według spisów przeprowadzonych przez rząd pruski w 1895 na terenie Cesarstwa Niemieckiego nadal działało 18 362 wiatraków i 54 529 młynów wodnych, z czego 97% pierwszych i prawie 60% drugich stanowiły młyny zbożowe. W 1750 w Holandii było od 6 do 8 tysięcy wiatraków, w 1850 ich liczba wzrosła do 9-10 tysięcy. W Wielkiej Brytanii w 1820 było od 5 do 10 tys. wiatraków. We Francji do 1847 zostało zbudowanych 8700 wiatraków i 37 tys. młynów wodnych. W 1900 na terenie Finlandii znajdowało się ok. 20 tys. wiatraków.
W 2017 holenderskie rzemiosło młynarzy wiatraków i młynów wodnych zostało wpisane na listę niematerialnego dziedzictwa UNESCO.